# Campeonato Europeo de Baloncesto Femenino de 2009
El XXXII Campeonato Europeo de Baloncesto Femenino se celebró en Letonia entre el 7 y el 20 de junio de 2009 bajo la denominación EuroBasket Femenino 2009. El evento fue organizado por la Federación Europea de Baloncesto (FIBA Europa) y por la Federación Letona de Baloncesto.
Un total de dieciséis selecciones nacionales afiliadas a FIBA Europa compitieron por el título de campeón europeo, cuyo anterior portador era el equipo de Rusia, vencedor del EuroBasket 2007.
La selección de Francia se adjudicó la medalla de oro al derrotar en la final al equipo de Rusia con un marcador de 57-53. En el partido por el tercer puesto el conjunto de España venció al de Bielorrusia.

## Sedes
| Foto | Grupo             | Ciudad   | Instalación                | Capacidad |
| ---- | ----------------- | -------- | -------------------------- | --------- |
|      | A y B             | Liepaja  | Centro Olímpico de Liepaja | 3000      |
|      | C y D             | Valmiera | Centro Olímpico de Vidzeme | 1200      |
|      | E, F y Fase final | Riga     | Arena Riga                 | 11 200    |

## Grupos
| Grupo A         | Grupo B | Grupo C  | Grupo D     |
| --------------- | ------- | -------- | ----------- |
| España          | Letonia | Rusia    | Francia     |
| República Checa | Grecia  | Lituania | Bielorrusia |
| Eslovaquia      | Polonia | Turquía  | Italia      |
| Ucrania         | Hungría | Serbia   | Israel      |

## Primera fase
- Todos los partidos en la hora local de Letonia (UTC+3).

### Grupo A
| Equipo          | J | G | P | PF  | PC  | DP  | PTS |
| --------------- | - | - | - | --- | --- | --- | --- |
| España          | 3 | 3 | 0 | 222 | 172 | +50 | 6   |
| Eslovaquia      | 3 | 2 | 1 | 196 | 184 | +12 | 5   |
| República Checa | 3 | 1 | 2 | 196 | 208 | -12 | 4   |
| Ucrania         | 3 | 0 | 3 | 191 | 241 | -50 | 3   |

- Resultados

| Fecha | Hora  | Partido¹        | Partido¹ | Partido¹        | Resultado |
| ----- | ----- | --------------- | -------- | --------------- | --------- |
| 07.06 | 13:30 | Ucrania         | -        | Eslovaquia      | 55-77     |
| 07.06 | 18:00 | República Checa | -        | España          | 59-66     |
| 08.06 | 13:30 | Eslovaquia      | -        | República Checa | 65-58     |
| 08.06 | 15:45 | España          | -        | Ucrania         | 85-59     |
| 09.06 | 13:30 | Ucrania         | -        | República Checa | 77-79     |
| 09.06 | 15:45 | España          | -        | Eslovaquia      | 71-54     |

- (¹) – Todos en Liepaja.

### Grupo B
| Equipo  | J | G | P | PF  | PC  | DP  | PTS |
| ------- | - | - | - | --- | --- | --- | --- |
| Letonia | 3 | 3 | 0 | 232 | 179 | +53 | 6   |
| Polonia | 3 | 2 | 1 | 174 | 199 | -25 | 5   |
| Grecia  | 3 | 1 | 2 | 187 | 175 | +12 | 4   |
| Hungría | 3 | 0 | 3 | 155 | 195 | -40 | 3   |

- Resultados

| Fecha | Hora  | Partido¹ | Partido¹ | Partido¹ | Resultado |
| ----- | ----- | -------- | -------- | -------- | --------- |
| 07.06 | 15:45 | Grecia   | -        | Hungría  | 59-43     |
| 07.06 | 20:30 | Letonia  | -        | Polonia  | 86-52     |
| 08.06 | 18:00 | Polonia  | -        | Grecia   | 62-60     |
| 08.06 | 20:15 | Hungría  | -        | Letonia  | 59-76     |
| 09.06 | 18:00 | Polonia  | -        | Hungría  | 60-53     |
| 09.06 | 20:15 | Grecia   | -        | Letonia  | 68-70     |

- (¹) – Todos en Liepaja.

### Grupo C
| Equipo   | J | G | P | PF  | PC  | DP  | PTS |
| -------- | - | - | - | --- | --- | --- | --- |
| Rusia    | 3 | 3 | 0 | 206 | 150 | +56 | 6   |
| Turquía  | 3 | 2 | 1 | 195 | 195 | 0   | 5   |
| Lituania | 3 | 1 | 2 | 189 | 178 | +11 | 4   |
| Serbia   | 3 | 0 | 3 | 141 | 208 | -67 | 3   |

- Resultados

| Fecha | Hora  | Partido¹ | Partido¹ | Partido¹ | Resultado |
| ----- | ----- | -------- | -------- | -------- | --------- |
| 07.06 | 13:30 | Lituania | -        | Serbia   | 71-49     |
| 07.06 | 18:20 | Rusia    | -        | Turquía  | 74-61     |
| 08.06 | 13:30 | Turquía  | -        | Lituania | 69-66     |
| 08.06 | 18:00 | Serbia   | -        | Rusia    | 37-72     |
| 09.06 | 13:30 | Turquía  | -        | Serbia   | 65-55     |
| 09.06 | 20:15 | Lituania | -        | Rusia    | 52-60     |

- (¹) – Todos en Valmiera.

### Grupo D
| Equipo      | J | G | P | PF  | PC  | DP  | PTS |
| ----------- | - | - | - | --- | --- | --- | --- |
| Francia     | 3 | 3 | 0 | 212 | 192 | +20 | 6   |
| Italia      | 3 | 2 | 1 | 203 | 198 | +5  | 5   |
| Bielorrusia | 3 | 1 | 2 | 200 | 206 | -6  | 4   |
| Israel      | 3 | 0 | 3 | 210 | 229 | -19 | 3   |

- Resultados

| Fecha | Hora  | Partido¹    | Partido¹ | Partido¹    | Resultado |
| ----- | ----- | ----------- | -------- | ----------- | --------- |
| 07.06 | 15:45 | Bielorrusia | -        | Israel      | 81-76     |
| 07.06 | 20:30 | Italia      | -        | Francia     | 61-76     |
| 08.06 | 15:45 | Israel      | -        | Italia      | 64-75     |
| 08.06 | 20:15 | Francia     | -        | Bielorrusia | 63-61     |
| 09.06 | 15:45 | Bielorrusia | -        | Italia      | 58-67     |
| 09.06 | 18:00 | Francia     | -        | Israel      | 73-70     |

- (¹) – Todos en Valmiera.

## Segunda fase
- Todos los partidos en la hora local de Letonia (UTC+3).

Clasifican los tres mejores equipos de cada grupo y se distribuyen en dos grupo, el E con los tres primeros de los grupos A y B, y el F con los tres primeros de los grupos C y D. Cada equipo inicia esta segunda fase con los puntos que consiguieron en la primera fase, exceptuando los puntos obtenidos en el partido con el equipo eliminado.

### Grupo E
| Equipo          | J | G | P | PF  | PC  | DP  | PTS |
| --------------- | - | - | - | --- | --- | --- | --- |
| España          | 5 | 5 | 0 | 271 | 216 | +55 | 10  |
| Eslovaquia      | 5 | 3 | 2 | 319 | 313 | +6  | 8   |
| Letonia         | 5 | 3 | 2 | 350 | 312 | +38 | 8   |
| Grecia          | 5 | 2 | 3 | 297 | 301 | -4  | 7   |
| República Checa | 5 | 1 | 4 | 291 | 326 | -35 | 6   |
| Polonia         | 5 | 1 | 4 | 293 | 360 | -67 | 6   |

- Resultados

| Fecha | Hora  | Partido¹        | Partido¹ | Partido¹        | Resultado |
| ----- | ----- | --------------- | -------- | --------------- | --------- |
| 11.06 | 15:15 | Polonia         | -        | Eslovaquia      | 56-65     |
| 11.06 | 17:45 | Grecia          | -        | España          | 48-67     |
| 11.06 | 20:15 | República Checa | -        | Letonia         | 47-65     |
| 13.06 | 15:15 | Grecia          | -        | República Checa | 62-45     |
| 13.06 | 17:45 | España          | -        | Polonia         | 67-55     |
| 13.06 | 20:15 | Eslovaquia      | -        | Letonia         | 78-69     |
| 15.06 | 15:15 | Eslovaquia      | -        | Grecia          | 57-59     |
| 15.06 | 17:45 | Polonia         | -        | República Checa | 68-82     |
| 15.06 | 20:15 | Letonia         | -        | España          | 60-67     |

- (¹) – Todos en Riga.

### Grupo F
| Equipo      | J | G | P | PF  | PC  | DP  | PTS |
| ----------- | - | - | - | --- | --- | --- | --- |
| Francia     | 5 | 5 | 0 | 323 | 286 | +37 | 10  |
| Rusia       | 5 | 4 | 1 | 333 | 295 | +38 | 9   |
| Bielorrusia | 5 | 2 | 3 | 317 | 321 | -4  | 7   |
| Italia      | 5 | 2 | 3 | 318 | 323 | -5  | 7   |
| Turquía     | 5 | 2 | 3 | 307 | 340 | -33 | 7   |
| Lituania    | 5 | 0 | 5 | 286 | 319 | -33 | 5   |

- Resultados

| Fecha | Hora  | Partido¹    | Partido¹ | Partido¹    | Resultado |
| ----- | ----- | ----------- | -------- | ----------- | --------- |
| 12.06 | 15:15 | Italia      | -        | Turquía     | 59-64     |
| 12.06 | 17:45 | Bielorrusia | -        | Rusia       | 51-66     |
| 12.06 | 20:15 | Lituania    | -        | Francia     | 55-57     |
| 14.06 | 15:15 | Bielorrusia | -        | Lituania    | 61-55     |
| 14.06 | 17:45 | Rusia       | -        | Italia      | 67-59     |
| 14.06 | 20:15 | Turquía     | -        | Francia     | 43-55     |
| 16.06 | 15:15 | Italia      | -        | Lituania    | 72-58     |
| 16.06 | 17:45 | Turquía     | -        | Bielorrusia | 70-86     |
| 16.06 | 20:15 | Francia     | -        | Rusia       | 72-66     |

- (¹) – Todos en Riga.

## Fase final
- Todos los partidos en la hora local de Letonia (UTC+3).

|  | Cuartos de final | Cuartos de final |         |             | Semifinales | Semifinales |        |              | Final        | Final       |  |
|  | 17 y 18 de junio | 17 y 18 de junio |         |             | 19 de junio | 19 de junio |        |              | 20 de junio  | 20 de junio |  |
|  |                  |                  |         |             |             |             |        |              |              |             |  |
|  |                  |                  |         |             |             |             |        |              |              |             |  |
|  | España           | 61               |         |             |             |             |        |              |              |             |  |
|  | España           | 61               |         |             |             |             |        |              |              |             |  |
|  | Italia           | 42               |         |             |             |             |        |              |              |             |  |
|  | Italia           | 42               |         | España      | 61          |             |        |              |              |             |  |
|  |                  |                  |         | España      | 61          |             |        |              |              |             |  |
|  |                  |                  | Rusia   | 77          |             |             |        |              |              |             |  |
|  | Letonia          | 64               | Rusia   | 77          |             |             |        |              |              |             |  |
|  | Letonia          | 64               |         |             |             |             |        |              |              |             |  |
|  | Rusia            | 69               |         |             |             |             |        |              |              |             |  |
|  | Rusia            | 69               |         |             |             |             |        | Rusia        | 53           |             |  |
|  |                  |                  |         |             |             |             |        | Rusia        | 53           |             |  |
|  |                  |                  | Francia | 57          |             |             |        |              |              |             |  |
|  | Eslovaquia       | 68               | Francia | 57          |             |             |        |              |              |             |  |
|  | Eslovaquia       | 68               |         |             |             |             |        |              |              |             |  |
|  | Bielorrusia      | 70               |         |             |             |             |        |              |              |             |  |
|  | Bielorrusia      | 70               |         | Bielorrusia | 56          |             |        | Tercer lugar | Tercer lugar |             |  |
|  |                  |                  |         | Bielorrusia | 56          |             |        | Tercer lugar | Tercer lugar |             |  |
|  |                  |                  | Francia | 64          |             |             |        |              |              |             |  |
|  | Grecia           | 49               | Francia | 64          |             |             | España | 63           |              |             |  |
|  | Grecia           | 49               |         |             |             |             | España | 63           |              |             |  |
|  | Francia          | 51               |         |             |             |             |        |              | Bielorrusia  | 56          |  |
|  | Francia          | 51               |         |             |             |             |        |              | Bielorrusia  | 56          |  |
|  |                  |                  |         |             |             |             |        |              |              |             |  |

### Cuartos de final
| Fecha | Hora  | Partido¹   | Partido¹ | Partido¹    | Resultado |
| ----- | ----- | ---------- | -------- | ----------- | --------- |
| 17.06 | 17:45 | Eslovaquia | -        | Bielorrusia | 68-70     |
| 17.06 | 20:15 | España     | -        | Italia      | 61-42     |
| 18.06 | 17:45 | Francia    | -        | Grecia      | 51-49     |
| 18.06 | 20:15 | Rusia      | -        | Letonia     | 69-64     |

- (¹) – Todos en Riga.

### Semifinales
| Fecha | Hora  | Partido¹    | Partido¹ | Partido¹ | Resultado |
| ----- | ----- | ----------- | -------- | -------- | --------- |
| 19.06 | 17:15 | Bielorrusia | -        | Francia  | 56-64     |
| 19.06 | 20:15 | España      | -        | Rusia    | 61-77     |

- (¹) – En Riga.

### Tercer lugar
| Fecha | Hora  | Partido¹ | Partido¹ | Partido¹    | Resultado |
| ----- | ----- | -------- | -------- | ----------- | --------- |
| 20.06 | 18:00 | España   | -        | Bielorrusia | 63-56     |

### Final
| Fecha | Hora  | Partido¹ | Partido¹ | Partido¹ | Resultado |
| ----- | ----- | -------- | -------- | -------- | --------- |
| 20.06 | 20:15 | Francia  | -        | Rusia    | 57-53     |

- (¹) – En Riga.

### Partidos de clasificación
5.º a 8.º lugar
| Fecha | Hora  | Partido¹   | Partido¹ | Partido¹ | Resultado |
| ----- | ----- | ---------- | -------- | -------- | --------- |
| 19.06 | 13:30 | Eslovaquia | -        | Grecia   | 59-64     |
| 19.06 | 15:45 | Italia     | -        | Letonia  | 68-66     |

- (¹) –  En Riga.

Séptimo lugar
| Fecha | Hora  | Partido¹ | Partido¹ | Partido¹   | Resultado |
| ----- | ----- | -------- | -------- | ---------- | --------- |
| 20.06 | 13:30 | Letonia  | -        | Eslovaquia | 67-59     |

- (¹) –  En Riga.

Quinto lugar
| Fecha | Hora  | Partido¹ | Partido¹ | Partido¹ | Resultado |
| ----- | ----- | -------- | -------- | -------- | --------- |
| 20.06 | 15:45 | Italia   | -        | Grecia   | 56-60     |

- (¹) –  En Riga.

## Medallero
|         |       |        |
| Francia | Rusia | España |

## Plantillas de los equipos medallistas
- Francia:

Isabelle Yacoubou, Nwal-Endéné Miyem, Catherine Melain, Sandrine Gruda, Emmanuelle Hermouet, Céline Dumerc, Pauline Krawczyk, Émilie Gomis, Florence Lepron, Élodie Godin, Emmeline Ndongue, Anaël Lardy. Seleccionador: Pierre Vincent
- Rusia:

Ol'ga Artešina, Becky Hammon, Marina Kuzina, Elena Volkova, Marina Karpunina, Tat'jana Šč'egoleva, Ilona Korstin, Marija Stepanova, Ekaterina Lisina, Tat'jana Popova, Svetlana Abrosimova, Irina Osipova. Seleccionador: Valeri Tijonenko.
- España:

Amaya Valdemoro, Anna Montañana, Lucila Pascua, Elisa Aguilar, Laia Palau, Cindy Lima, Isabel Sánchez, Tamara Abalde, Laura Nicholls, Alba Torrens, Silvia Domínguez y Anna Cruz.

## Estadísticas

### Clasificación general
| 1. Francia         |
| 2. Rusia           |
| 3. España          |
| 4. Bielorrusia     |
| 5. Grecia          |
| 6. Italia          |
| 7. Letonia         |
| 8. Eslovaquia      |
| 9. República Checa |
| 9. Turquía         |
| 11. Lituania       |
| 11. Polonia        |
| 13. Hungría        |
| 13. Israel         |
| 13. Serbia         |
| 13. Ucrania        |

- (*) – Los primeros cinco equipos se clasificaron para el Mundial de 2010.

### Máxima anotadora
| N.º | Jugadora               | País    | Puntos |
| --- | ---------------------- | ------- | ------ |
| 1   | Evanthia Maltsi        | Grecia  | 203    |
| 2   | Anete Jēkabsone-Žogota | Letonia | 183    |
| 3   | Anna Montañana         | España  | 146    |
| 4   | Laura Macchi           | Italia  | 144    |
| 5   | Sandrine Gruda         | Francia | 139    |

Fuente: 

### Equipo más anotador
| N.º | Equipo      | Puntos |
| --- | ----------- | ------ |
| 1   | Letonia     | 623    |
| 2   | España      | 608    |
| 3   | Rusia       | 604    |
| 4   | Eslovaquia  | 582    |
| 5   | Bielorrusia | 580    |

Fuente: 